# 262 Fifth Avenue
262 Fifth Avenue ist ein in Bau befindlicher Wolkenkratzer in Manhattan in New York City. Der superschlanke Wohnturm wird nach seiner Fertigstellung mit 262 Meter das höchste Wohngebäude an der Fifth Avenue sein.

## Beschreibung
262 Fifth Avenue befindet sich in Midtown Manhattan im Viertel NoMad an der Fifth Avenue zwischen dem Madison Square Park und dem Empire State Building. In direkter Umgebung befinden sich die protestantische Marble Collegiate Church, das berühmte Flatiron Building im gleichnamigen District, der benachbarte Wolkenkratzer 277 Fifth Avenue (205 m) und Koreatown mit seinen Restaurants.
Der russische Milliardär Boris Kuzinez von Five Points Development erwarb 2015/16 die Gebäude 260, 262 und 264 Fifth Avenue für 101,8 Millionen US-Dollar sowie benötigte Luftrechte von den Nachbarn für 5,8 Millionen Dollar. Im September 2016 beantragte SLCE Architects den Bau eines 54-stöckigen, 282,9 m hohen Wolkenkratzers auf dem Gelände an der 262 Fifth Avenue, das von der russischen Firma Meganom entworfen wurde. Der Abriss des Gebäudes in der 262 Fifth Avenue wurde im September 2017 abgeschlossen.
Nach dem Abriss lag die Baustelle einige Jahre brach, bis Ende 2021 mit der Errichtung des Wohnturms mit einer nun geplanten Endhöhe von 318 m und 60 Etagen begonnen wurde. Ende 2022 begann der Hochbau und die Endhöhe wurde zunächst auf 305 m und schließlich Anfang 2023 auf 262,1 m (860 Fuß) mit 56 Etagen reduziert. Im Februar 2024 erreichte der Wolkenkratzer seine endgültige Höhe. Neben den 26 Wohnungen entstehen rund 1000 m² Einzelhandelsfläche. Der Wohnturm 262 Fifth Avenue wird voraussichtlich im Laufe des Jahres 2025 fertiggestellt.
Mit seiner Errichtung versperrt der Turm die bis dahin freie Sicht vom Madison Square zum Empire State Building, was bei einem Teil der New Yorker, Touristen und Architekturkritiker Empörung ausgelöst hat.